# A Klase 1958-1959
L'edizione 1958-1959 dell'A Klase fu la quindicesima come campionato della Repubblica Socialista Sovietica Lituana; il campionato fu vinto dal Raudonoji žvaigždė Vilnius, giunto al suo 2º titolo.

## Formula
A partire da questa stagione il campionato fu disputato sul modello europeo, cioè con inizio in autunno e fine in primavera. Il numero di squadre rimase fermo a 12: le retrocesse Elfa Vilnius e Cukraus fabrikas Kapsukas furono sostituite dalle neopromosse KKI Kaunas e Melioratorius Kretinga.
Le squadre si affrontarono in giorni di andata e ritorno, per un totale di 22 incontri per squadra. Le ultime due classificate vennero retrocesse.

## Classifica finale
|                        | Pos. | Squadra                    | Pt | G  | V  | N | P  | GF | GS | DR  |
| ---------------------- | ---- | -------------------------- | -- | -- | -- | - | -- | -- | -- | --- |
| RSS Lituana (bandiera) | 1.   | Raudonoji žvaigždė Vilnius | 32 | 22 | 14 | 4 | 4  | 26 | 11 | +15 |
|                        | 2.   | KKI Kaunas                 | 30 | 22 | 11 | 8 | 3  | 40 | 20 | +20 |
|                        | 3.   | Elnias Šiauliai            | 27 | 22 | 10 | 7 | 5  | 30 | 22 | +8  |
|                        | 4.   | Linų Audiniai Plungė       | 24 | 22 | 10 | 4 | 8  | 22 | 29 | -7  |
|                        | 5.   | MSK Panevėžys              | 23 | 22 | 9  | 5 | 8  | 40 | 30 | +10 |
|                        | 6.   | Spartak-2 Vilnius          | 22 | 22 | 7  | 8 | 7  | 24 | 22 | +2  |
|                        | 7.   | Inkaras Kaunas             | 20 | 22 | 9  | 2 | 11 | 44 | 33 | +11 |
|                        | 8.   | Melioratorius Kretinga     | 18 | 22 | 6  | 6 | 10 | 25 | 32 | -7  |
|                        | 9.   | Lima Kaunas                | 18 | 22 | 5  | 8 | 9  | 22 | 33 | -11 |
|                        | 10.  | LRĮ Klaipėda               | 18 | 22 | 6  | 6 | 10 | 18 | 39 | -21 |
|                        | 11.  | Raudonasis spalis Kaunas   | 17 | 22 | 6  | 5 | 11 | 33 | 43 | -10 |
|                        | 12.  | KPI Kaunas                 | 15 | 22 | 4  | 7 | 11 | 20 | 30 | -10 |